# Santa Eulàlia (stacja metra)
Santa Eulàlia – stacja metra w Barcelonie, na linii 1. Stacja została otwarta w 1987.